# Cyriakuskirche (Oberschwaningen)

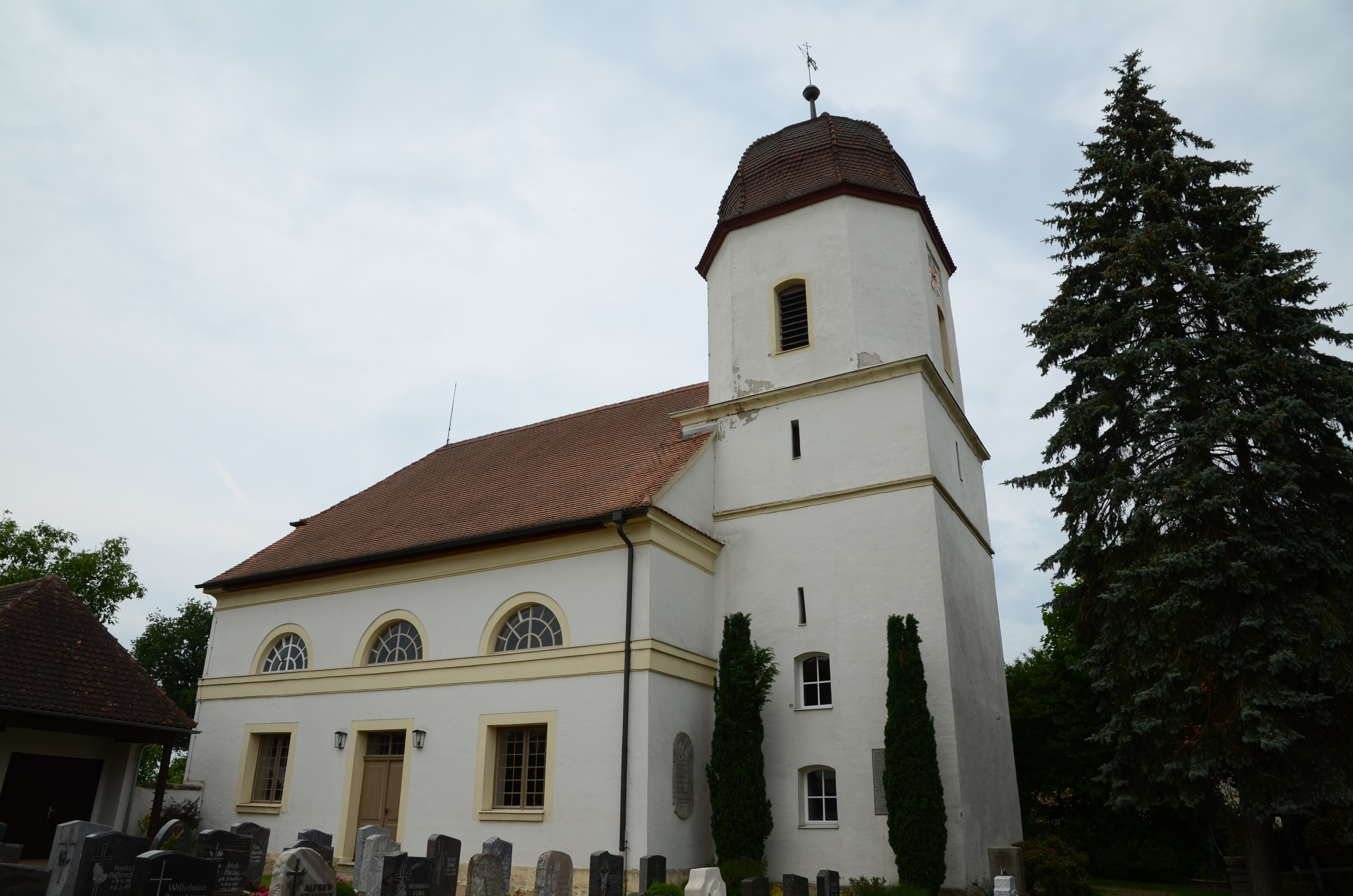
Cyriakuskirche (Oberschwaningen)

Die denkmalgeschützte, evangelische Cyriakuskirche steht in Oberschwaningen, einem Gemeindeteil der Gemeinde Unterschwaningen im Landkreis Ansbach (Mittelfranken, Bayern). Die Filialkirche ist unter der Denkmalnummer D-5-71-208-24 als Baudenkmal in der Bayerischen Denkmalliste eingetragen. Die Kirchengemeinde gehört zur Pfarrei Unterschwaningen im Dekanat Wassertrüdingen im Kirchenkreis Ansbach-Würzburg der Evangelisch-Lutherischen Kirche in Bayern.

## Beschreibung
Das Langhaus der Saalkirche wurde 1822 neu errichtet. Der Chorturm im Osten, der im Kern aus dem 15. Jahrhundert stammt, blieb erhalten. Das Langhaus ist mit einem Krüppelwalmdach bedeckt, der Chorturm mit einer Glockenhaube. Das oberste Geschoss des quadratischen Chorturms ist achteckig und beherbergt die Turmuhr und den Glockenstuhl, in dem vier Kirchenglocken hängen, die 1962 Friedrich Wilhelm Schilling gegossen hat. Das Langhaus ist mit umlaufenden Emporen ausgestattet. Zur Kirchenausstattung gehört ein Kanzelaltar, der 1749 gebaut wurde. Erhalten geblieben sind ein Sakramentshaus und ein hölzernes Relief von 1500 mit der Darstellung der Kreuztragung Christi.